# Nassau Veterans Memorial Coliseum
Nassau Veterans Memorial Coliseum, poznata i kao Nassau Coliseum (ili jednostavnije The Coliseum) je multifunkcionalna arena u Unindaleu, New York na Long Islandu. Udaljen je 30 km od New York Cityja. 
Pruža domaćinstvo hokejaškom timu New York Islanders i timu New York Dragons iz američke football lige.

Kapacitet sjedećih mjesta je 16,234 za hokejašku utakmicu. The Coliseum se također koristi za održavanje koncerata i šouove raznih vrsta. Otvoren je 1972. godine. 